# Toshikazu Irie
Toshikazu Irie (japanisch 入江 利和 Irie Toshikazu; * 11. November 1984 in der Präfektur Tochigi) ist ein japanischer Fußballspieler.

## Karriere
Irie erlernte das Fußballspielen in der Universitätsmannschaft der Sakushin-Gakuin-Universität. Seinen ersten Vertrag unterschrieb er 2008 bei Tochigi SC. Der Verein spielte in der dritthöchsten Liga des Landes, der Japan Football League. 2008 wurde er mit dem Verein Vizemeister der Japan Football League und stieg in die J2 League auf. Für den Verein absolvierte er 83 Zweitligaspiele.